# Rostocker FC 1895
Maillots
Le Rostocker FC 1895 est un club allemand de football localisé à Rostock, dans le Mecklembourg-Poméranie-Occidentale.

## Histoire
Le club fut fondé le 20 juin 1895 sous l’appellation de Rostocker FC 1895. Au fil du temps, le club changea plusieurs fois de structure et de nom.
En 1919, le cercle fusionna avec le Rostocker FC Greif 1916 pour former le Rostocker SC 1895.
En 1933, dès leur arrivée au pouvoir, les Nazis prirent le contrôle des structures sportives. Sous la direction du DRL/NSRL, les compétitions furent réformées. Seize ligues régionales furent créées, les Gauligen.
En 1938, sous les directives des autorités nazies, le Rostocker SC 1895 fusionna avec d’autres clubs locaux : le VfR 1913 Rostock, le Rostocker TB et aussi le Rostocker Turnerschaft und Schwimmverein 1923 pour former le Turn-und Sportgemeinschaft Rostock. Ce fut d’ailleurs cette appellation de TSG Rostock que le club participa à la Gauliga Mecklenburg en 1942. Le club en fut champion lors de la saison 1942-1943.
En 1945, le club fut dissous par les Alliés, comme tous les clubs et associations allemands (voir Directive n°23).
En 1950, alors que la ville de Rostock faisait désormais partie du territoire de la RDA, le club fut reconstitué sous forme d’un Sportgruppe corporatiste, une pratique très employée et très appréciée par les autorités communistes est-allemandes. Ce fut la Betriebssportgemeinschaft Motor Nordwest Rostock (un cercle omnisport).
En 1957, le BSG Motor Norwest Rostock fut fusionné avec le BSG Aufbau Rostock mais conserva son nom.
Le club évolua entre le 3e et le 4e niveau de la hiérarchie est-allemande. En 1958, le cercle monta en Bezirkskiga Rostock (niveau 4). Il en fut relégué en 1963.
Il réintégra la Bezirkskiga Rostock en 1967, alors qu'à la suite d'une réforme des compétitions cette ligue était devenue de niveau 3. Il en redescendit deux ans plus tard.
Le 1er juin 1969, le club fut associé au TSG WBK Rostock et devint le TSG Bau Rostock. Sous cette dénomination, le club retrouva le 3e niveau est-allemand en vue de la saison 1970- 1971. Il termina vice-champion de la série West deux ans plus tard.
En 1973, le cercle remporta ce groupe West et conquit le titre de la Bezirksliga en battant le  champion de la série Ost, le Vorwärts Stralsund II (4-3 et 2-2) en finale. Cela permit au TSG Bau Rostock de monter en DDR-Liga, la 2e division est-allemande. Le club y séjourna jusqu’au terme de la saison 1985-1986. En 1979, le cercle avait remporté son groupe (la DDR-Liga en comptait 5 à cette époque), mais ne parvint pas à décrocher la montée parmi l’élite lors du tour final.
Lors des trois années qui suivirent sa relégation du 2e niveau, le club fut vice-champion de la Bezirksliga Rostock. En 1990, alors que la RDA disparaissait, le club remporta cette ligue. En vue de la saison suivante, il fut restructuré sous la dénomination TSV Grun-Weiss Rostock 1895.
En 1991, le TSV Grün-Weiss ne termina que 3e mais cela fut suffisant pour se qualifier pour la Landesliga Mecklenburg-Vorpommern, créée au 4e niveau de la hiérarchie de la DFB, en vue du championnat suivant.
Le club joua dans cette ligue, qui devint le niveau 5 en 1994 lors de l’instauration des Regionalligen au 3e étage, jusqu’en 1996. L’année précédente le niveau 5 était devenu la Verbandsliga, le terme Landesliga s’appliquant désormais au niveau 6.
Précisément reléguée en Landesliga, la section football du TSV Grün-Weiss devint indépendante, le 29 octobre 1996 et reprit le nom historique de Rostocker FC 1895. Le club étrenna son nouveau patronyme avec une place de vice-champion en 1997, puis en conquit le titre l’année suivante et monta à l’étage supérieur.
Depuis 1998, Le Rostocker FC 1895 évolue en Verbandsliga Mecklenburg-Vorpommern, soit le 5e niveau de la hiérarchie de la DFB.

## Palmarès
- Champion de la Gauliga Mecklenburg: 1943.
- Champion de la Bezirksliga Rostock: 1973, 1990.
- Champion de la DDR-Liga, Groupe A: 1979.
- Champion de la Landesliga Mecklenburg-Vorpommern: 1998
- Vice-champion de la Landesliga Mecklenburg-Vorpommern: 1997